# The Wind That Shakes the Barley (sång)
The Wind That Shakes the Barley är en irländsk ballad skriven av Robert Dwyer Joyce (1836-1883), en poet och professor i engelsk litteratur född i Limerick. Titeln användes av Ken Loach om filmen med samma namn, som på svenska går under namnet Frihetens pris. Filmen vann guldpalmen vid filmfestivalen i Cannes år 2006.

## Bakgrund
Sången är skriven ur en ung rebells perspektiv. Han kommer från Wexford och är på väg att offra sitt förhållande till sin älskade och ge sig in i det våldsamma upproret i Irland 1798. Referensen till korn (barley) i sången kommer från rebellernas vana att bära med sig havrekorn i fickorna som proviant under längre marscher. Detta gav upphov till fenomenet att korn kom att växa vid och därmed markera "croppy-holes", det vill säga anonyma massgravar med irländska rebeller, vilket blev en symbol för det sega irländska motståndet mot brittiskt styre.

## Musiktext
I sat within a valley green
I sat me with my true love
My sad heart strove to choose between
The old love and the new love
The old for her, the new that made
Me think on Ireland dearly
While soft the wind blew down the glen
And shook the golden barley
Twas hard the woeful words to frame
To break the ties that bound us
But harder still to bear the shame
Of foreign chains around us
And so I said, "The mountain glen
I'll seek at morning early
And join the bold United Men"
While soft winds shake the barley
While sad I kissed away her tears
My fond arms 'round her flinging
A full man shot burst on our ears
From out the wildwood ringing
A bullet pierced my true love's side
In life's young spring so early
And on my breast in blood she died
While soft winds shook the barley
I bore her to some mountain stream
And many's the summer blossom
I placed with branches soft and green
About her gore-stained bosom
I wept and kissed her clay-cold corpse
Then rushed o'er vale and valley
My vengeance on the foe to wreak
While soft winds shook the barley
But blood for blood without remorse
I've taken at Oulart Hollow
And laid my true love's clay-cold corpse
Where I full soon may follow
As 'round her grave I wander drear
Noon, night and morning early
With breaking heart when e'er I hear
The wind that shakes the barley
- Text och gitarrackord

## Covers
Ett stort antal musikartister har spelat in covers av sången, bland annat The Dubliners, The Celtic Rogues, Dolores Keane, Lisa Gerrard (Dead Can Dance), Solas, The Clancy Brothers, Dick Gaughan, Orthodox Celts, Amanda Palmer, Fire + Ice, The Irish Rovers, Glow, Gallery, McKeever's Crossing, Sarah Jezebel Deva, Dead Can Dance och Martin Carthy.
En dikt med samma namn har publicerats av Katharine Tynan.
Sången finns med i filmen Frihetens pris (2006) under gravscenen.